# Félix de Olazábal
Félix de Olazábal (Buenos Aires, 20 de noviembre de 1797 - Montevideo, 18 de octubre de 1841), también mencionado como Félix Olazábal, fue un militar argentino que participó en la guerra de independencia de su país y en la Guerra del Brasil.

## Inicios de su carrera militar
Era el segundo de cuatro hermanos militares, y se enroló en un regimiento de artillería en 1813. Como oficial del regimiento nro. 7 de infantería participó en la tercera expedición auxiliadora al Alto Perú, y luchó en las derrotas de Venta y Media y Sipe Sipe.
En 1816 participó en una de las varias campañas del directorio porteño contra la provincia de Santa Fe.

## El Ejército de los Andes
Pasó al Ejército de los Andes, y como capitán de infantería luchó en la batalla de Chacabuco, en la que fue seriamente herido. También combatió en Cancha Rayada y Maipú. Se casó en Chile con una joven uruguaya, Manuela de las Cagigas Martínez, sobrina del brigadier general Enrique Martínez, y participó en la segunda campaña al sur de Chile.
Hizo la campaña del Perú a órdenes directas del general José de San Martín. Éste lo envió a Trujillo y Piura como comandante militar. Organizó un batallón de infantería de peruanos y ecuatorianos, con los que, a órdenes de Santa Cruz, hizo la campaña de Quito. Fue el jefe de infantería más destacado en la batalla de Pichincha, que decidió la caída de los realistas en el futuro Ecuador, por la rapidez con que ocupó las posiciones más altas que los realistas pretendían utilizar como base para la defensa. Fue ascendido a coronel por méritos de guerra.
Fue gobernador de la provincia de Ica, y luego pasó a las fortificaciones del Callao. Tomado prisionero cuando este puerto volvió a los realistas, recuperó la libertad gracias al después coronel Niceto Vega.

## La Guerra del Brasil y las guerras civiles
Regresó a Buenos Aires en 1825, llevando la mayor parte de los hombres que quedaban del Ejército de los Andes.
Tras un período en que recibió licencia por razones de salud, formó en el ejército reunido tras la epopeya de los Treinta y Tres Orientales, y participó en la Guerra del Brasil como jefe de un regimiento de cazadores. Se destacó en la batalla de Ituzaingó, en que tomó a su cargo la responsabilidad de hacer ondear la bandera nacional al frente de todo el ejército en pleno combate. Estuvo varios meses destacado en el sitio de la ciudad de Montevideo, que permanecía en manos brasileñas, y más tarde fue comandante militar de la costa sur de la provincia de Buenos Aires.
Apoyó la revolución de diciembre de 1828 contra el gobernador Manuel Dorrego, pero quedó muy disgustado por la orden del vencedor, Juan Lavalle, de fusilar al gobernador legal, por lo que pasó rápidamente a la oposición. Se unió al ejército de Juan Manuel de Rosas poco después de la batalla de Puente de Márquez, y participó en el sitio de Buenos Aires. Junto a su hermano Manuel Olazábal, permaneció como jefe de la guarnición de Buenos Aires, y en 1831 participó en la campaña contra el general Paz. El gobernador Rosas lo ascendió al grado de general en 1832.

## Un federal antirrosista
Fue elegido diputado provincial, y apoyó al partido federal antirrosista del general Enrique Martínez. Fue ministro del gobernador Juan Ramón Balcarce, que lo puso también al mando del Regimiento de Infantería Nro. 1. Se dijo que, para evitar que flaqueara ante las presiones de Rosas, vigilaba al gobernador día y noche, durmiendo en su misma habitación.
Fue una de las víctimas de la Revolución de los Restauradores y emigró a Montevideo en 1833, junto a su hermano.
Ya con la salud muy resentida, tuvo que trabajar de cualquier oficio que pudiera, mientras su hermano Manuel peleaba a las órdenes de Fructuoso Rivera. Fue molestado varias veces durante el gobierno de Manuel Oribe, por su evidente apoyo al general rebelde. Su situación mejoró un tanto cuando Rivera tomó Montevideo; pero, al partir Manuel para la campaña de Cagancha, perdió toda influencia.
En 1839 se embarcó hacia la bahía de Samborombón, para apoyar la revolución de los “Libres del Sur”, a quienes Lavalle había abandonado a su suerte para hacer la campaña en Entre Ríos. Llegó a tiempo para evacuar a los vencidos de la batalla de Chascomús. Con estos hombres y algunos más, reunidos por él mismo, pasó a Corrientes a unirse a la campaña de Lavalle, pero éste lo rechazó y tuvo que volver a Montevideo. Estaba tan pobre, que tuvo que vender la medalla de Pichincha para sobrevivir.
Falleció en Montevideo en octubre de 1841. Sus restos descansan en el Cementerio de la Recoleta en el mausoleo del Teniente General Pablo Riccheri.